# Macroglossum bombylans
Macroglossum bombylans là một loài bướm đêm thuộc họ Sphingidae, chi Macroglossum.